# Tolmides
Tolmides (Τολμίδης), Sohn des Tolmaios, war ein athenischer Stratege im 5. Jahrhundert v. Chr. Er war ein radikaldemokratischer Anhänger des Perikles, führte 456/454 v. Chr. ein Flottenunternehmen gegen den Peloponnesischen Bund und kämpfte 455/454 in Boiotien. 447 v. Chr. führte er Kleruchen aus Athen auf die Inseln Euböa und Naxos. Noch im selben Jahr kommandierte er die vereinigten Heere des Attischen Bundes zur Niederschlagung eines boiotischen Aufstands, aber gegen den Rat des Perikles wartete er nicht auf Verstärkung und fiel bei der Schlacht von Koroneia. Mit seiner Niederlage hatte Athen die Hegemonie über Mittelgriechenland verloren.